# 希腊文学
希臘文學是流傳於地中海文明持續相近3000年的文學，古代希臘文學涵蓋了從氏族制希臘社會到希臘化時代的文學，在亞歷山大里亞時期和東羅馬帝國時期甚至可遠達西亞和北非等地。而現代希臘文學是指於希臘本土的文學。

## 古代希腊文学

### 黑暗時代（英雄時代或荷馬時代）
西元前12到8世紀為古希臘世界一個重大的社會過渡期，逐漸從「氏族的公社制」走向「奴隸制」。在這個時候的文學作品當中，體現了人們對於和平、戰爭、自然界等等的思考。在這個社會過度期（相對動蕩不安的時候），英雄行為及重大的社會歷史事件都會被深刻的記錄下來。在這一時期，我們將文學的部分區分為「神話」和「史詩」。
古希臘神話，為古代氏族社會的精神遺物，沒有單一的作者，是古希臘人的集體創作，也可以被認為是西方世界最早的文學形式。基本上在荷馬、赫希俄德等人的作品出現之前，這些神話大多都是以口傳的方式來建構其規模，在口耳相傳的過程中也會添加一些新的元素。但是也由於神話故事本身所反應的地理位置甚為遼闊，所以神話故事的支系非常的龐雜，故事眾多。但是有一條清晰的基本脈絡，從中可以將其分為「神」以及「英雄」的故事。神祇的故事便是我們所熟知的「希臘十二眾神」的故事，在希臘十二眾神中，我們都知他們的形象就跟人一樣，有情慾、有善惡、有彼此之間的勾心鬥角，一種人格化的形象。如宙斯就是一個偏偏風流的情慾男子，而希拉則是忌妒心極強的女人等等跟凡人無異的性格。而他們的特殊法力及長生不老便是與凡人不同的地方，而他們對於人間的好惡態度，也主宰著人類的世界，而他們就居住在最高的奧林匹斯山。
而「英雄故事」的部分，多半是關於神和人所生下的後代，即所謂的半人半神。英雄傳說的部分大多都是以另一個家族為體系的描述，例如海克力士的傳說、忒修斯的故事……。
史詩的部分，便不得不提《荷馬史詩》這本西方文學史上最早的書面文學作品，史詩的內容包括「伊利亞特」以及「奧德賽」。伊利雅德的故事起源是取自於「金蘋果的傳說」，厄里斯所贈送的一顆寫有「贈給最美的女人」的金蘋果，引來天后希拉、戰爭女神雅典娜、以及美麗之神阿芙蘿戴蒂之間的不合及爭奪，最後導致特洛伊戰爭的爆發。而史詩中以特洛伊戰爭中阿迦門農奪走勇將阿喀琉斯寵愛的女俘，描述阿喀琉斯的憤怒，及其之後的51天之內發生的事情。而《奧德賽》的故事發生在特洛伊戰爭之後的10年。為聯軍獻木馬記的奧德修斯因觸怒海神波塞頓而在海上遇難，停留在異鄉無法回家。不過最終還是以無比的勇氣克服困難，回家和妻兒團聚。除了荷馬之外，這裡還有另一位詩人，那就是赫西俄德，其代表作包括《工作與時日》和《神譜》。

### 大移民時代
西元前8世紀至西元前6世紀為「大移民時代」，此時的氏族社會是更近一步的瓦解，奴隸的主城邦逐漸形成。而這個時期的文學多以抒情和寓意為主。
抒情詩的部分，可以分為雙行體詩、諷刺詩、琴歌和牧歌，而其中成就最高的便是琴歌，又可以分為獨唱體以及合唱體兩種。獨唱體琴歌的代表人物是女詩人薩福，他的著作《致阿那克托里亞》是令人深感沈痛，動人。另外，阿爾凱奧斯和阿那克里翁在獨唱體情歌的方面也是頗負盛名，只是與薩福相比依舊略遜一籌。合唱體琴歌的最高詩人就是品達，其作詩的主題大多是歌頌神明、讚揚奧林匹克運動。
大移民時代另一個不容忽視的文學作品就是「伊索寓言」。伊索是一個獲釋的奴隸，在重獲自由的時間裡，他創作了許多寓言故事。不過現在所傳世的伊索寓言為西元前四世紀一些作家所編纂的，而且根據一些考證，有一些故事的來源是從亞洲或非洲取才的，而非伊索本人所做。伊索寓言主要是通過一些動物的言行舉止來寄寓道德教育。

### 民主時代
是指西元前6世紀到西元前4世紀。這一時代是古希臘世界的全盛時期，各城邦都得到繁榮的發展，而地處海灣、交通便利的雅典在工商業方面日益發達，並建立了奴隸主民主制。其中最主要的文學成就便是「戲劇」。
在波希戰爭之後的時代，雅典的覺醒的民族精神在過去的數百個英雄和傳奇故事中得到了抒發。希臘式悲劇起源於於酒神戴歐尼修斯的節慶上，演出中包含簡單的聖歌以及一些對話為表演的形式。在古典時期（民主化時代），一般來說，表演的內容包括三部悲劇和一部田園戲劇，以四個不同的集數來描述一個神話。經濟能力富裕的公民來負擔演出的服裝的費用，以及合唱團體的訓練，以作為實踐公共及宗教義務的方式。節日的參與被視為一種敬神行為。舉行表演的地點在雅典的戴歐尼修斯露天劇場。詩人們總是試圖爭奪最佳戲劇獎。
所有被完整保存的希臘悲劇通常都歸因於埃斯庫羅斯，索福克勒斯以及歐里庇得斯的貢獻。《被縛的普羅米修斯》的作者，傳統上被認為是埃斯庫羅斯。《倪塞士》（Rhesus）的作者，傳統上被認為是歐里庇得斯，但是這樣的說法仍然受到質疑。有七個被保存的悲劇被認為是埃斯庫羅斯所做。其中三部戲劇《阿加曼農》、《祭奠者》和《佑護神》，形成了一部名為《奧瑞斯提亞》的三部曲。然而，其中一部戲劇《被縛的普羅米修斯》事實上可能是埃斯庫羅斯的兒子歐福里翁的作品。在索福克勒斯完整保存的七部作品中，其中最受好評的是《俄狄甫斯王》的三部曲，其敘述中心圍繞著俄狄浦斯王及其後代。《俄狄甫斯王》三部曲由《國王俄狄浦斯》，《俄狄浦斯在柯隆納斯》和《安提戈涅》組成。雖然此劇本通常被稱為「三部曲」，但實際上三部作品之間是相隔很多年才逐一完成的。《安提戈涅》雖是這三部曲中的最後一部，但是實際上是索福克勒斯第一部於公元前441年所撰寫的作品，也是索福克勒斯寫作生涯的開始。《國王俄狄浦斯》是三部曲中最著名的，於公元前429年左右開始撰寫，當時是索福克勒斯寫作生涯的中點。《俄狄浦斯在柯隆納斯》，這三部戲劇中的第二部，實際上是索福克勒斯的最後一部劇，在索福克勒斯去世後，於公元前401年初次登場。歐里庇得斯有19個保存完整的劇本。其中最著名的是《美狄亞》、《希波呂托斯》和《酒神的女信徒》。《倪塞士》（Rhesus），有時人們認為是歐里庇得斯的兒子所寫的，或者是歐里庇得斯的遺作。歐里庇得斯嘗試去挑戰了「古希臘式悲劇」類型的極限，在他戲劇中，他試圖加入更多典型的喜劇元素進去。例如，他的戲劇《阿爾克斯提斯》經常被歸類為「問題劇」，或者甚至被視為「悲喜劇」，而非真正的悲劇，就是因為它不僅有著喜劇的元素在其中，還有一個美好的結局。就像古希臘式悲劇一樣，古希臘式喜劇產生於紀念酒神戴歐尼修斯的儀式。但在這種情況下，戲劇充滿了直率的淫穢言語，虐待和侮辱。在雅典，古希臘式喜劇於公元前486年正式成為節日慶典的一部分，並為最佳作品提供獎品與鼓勵。與悲劇作家一樣，偉大的喜劇作家所保留下來的作品始終不多。唯一保存完整的經典喜劇作品是由劇作家阿里斯托芬所寫的十一部戲劇。他嘲笑每個人和每個機構。在他的作品《鳥》中，他嘲笑雅典式的民主。在作品《雲》中，他攻擊哲學家蘇格拉底。在《呂西斯特拉特》中，他譴責戰爭。阿里斯托芬因其戲劇性的技巧和藝術性而備受讚譽。 約翰·倫普里埃爾在他的評論作品中《Bibliotheca Classica》簡單地將他描述為「世界文學中最偉大的漫畫劇作家，將莫里哀的作品與其相比，莫里哀的作品看起來很沉悶，而莎士比亞的作品與其相比是滑稽搞笑的。」然而，在所有的阿里斯托芬劇中，大家最為推崇的劇本是《蛙》。在不失其諷刺語調的情況下，又可以讚揚兩個雅典古希臘式悲劇的創作家---埃斯庫羅斯和歐里庇得斯。公元前405年，在歐里庇得斯逝世一年之後，《蛙》第一次在戴神祭Lenaia演出，雅典人授予其最高榮譽的一等獎。這也是唯一一部被要求再一次演出的的戲劇，兩個月後在城市戴歐尼修斯中演出。即使是現今，《蛙》仍然吸引著現代觀眾的眼光。 於2004年，《蛙》的改編劇在百老匯的演出也是頗為成功。第三個戲劇類型是薩梯（森林之神、好色之神）式戲劇。 雖然這種類型很受歡迎，但只有一個薩梯式戲劇被完整保存下來，那就是歐里庇得斯的《獨眼巨人》。

### 希臘化時代
到公元前338年，除了斯巴達之外，其他所有希臘城邦都被馬其頓王國的腓力二世統一。腓力二世的兒子亞歷山大大帝極大地擴展了他父親的當初所打下的疆域。雅典失去了作為希臘文化領袖的卓越地位，並被埃及的亞歷山大市暫時取代。
從公元前3世紀開始，埃及北部的亞歷山大城成為希臘文化的中心。它開始快速吸引了大量的猶太人進入，使其成為當時世界最大的猶太人地區的學術中心。除此之外，它後來成為基督教思想發展的主要據點。亞歷山卓博學院（The Musaeum）及繆斯神殿（Shrine to the Muses）興建，其中包括圖書館和學校，均是由托勒密一世創立。該機構從一開始建立的目的就是致力成為世界上最大的國際學校和圖書館。圖書館共藏書超過50萬冊，主要是希臘文的相關書籍，而它的目的就是收集並保存古典希臘文學作品。在這個時期，最為突出的文學作品便是田園詩及新戲劇。
田園詩的最初類型是由詩人忒奧克里托斯開始的的。詩人維吉爾後來也是以這類型的體裁來創作他的《牧歌集》。亞歷山大圖書館的學者卡利马科斯，創作了《起源》（Aetia）。這是一本用四冊輓聯對句寫的詩歌集，描述了晦澀的習俗，節日和名字的起源，在公元前三世紀的人生生涯裡花了許多時間所寫下的。《起源》這本詩集在中世紀時期遺失不見了。但是，在二十世紀中，由於古代文獻的新發現，此詩歌集大部分的樣子已經被還原的差不多。然而對於這本詩集，學者們最初將其歸類為「二流」的作品。原因是雖然其表現出很好的學習態度，但缺乏真正的「藝術」該有的樣子。然而，隨著時間的過去，學術界對它的評價卻是大大提高，許多學者現在以更加積極的態度看待這本詩集。卡利馬科斯還為特殊場合和一部短篇小說 the Ibis寫了短詩，這首詩是針對他的學生阿波羅尼烏斯。他還撰寫了一篇題為《書的表冊》（Pinakes）的散文論文，其中收錄了亞歷山大圖書館的所有主要作品。罗德岛的阿波罗尼奥斯以其史詩《阿爾戈英雄紀》而聞名，該詩描述了傑森及其船友阿爾戈英雄前往科爾基斯取金羊毛的冒險經歷。詩人阿拉托斯（Aratus）將哲學家欧多克索斯的天文著作改寫成六步詩韻文《物象》（Phaenomena）。
在希臘化時期，古典時代的古希臘式舊喜劇逐漸被古希臘式新喜劇取代。 新喜劇中最著名的作家是雅典劇作家米南德。 米南德的戲劇都沒有以完整的形式保存到今日，但是其中一部戲劇《古怪人》（The Bad-Tempered Man）以近乎完整的形式保存至今。 另一部名為《薩摩斯女子》（The Girl from Samos）的戲劇也保存得相當完整。

### 羅馬時代
即使從城邦政治到帝國的轉變大大影響了哲學的思維，人們逐漸將思想的重點從政治理論轉移到個人倫理，但希臘學問依舊在托勒密王朝和羅馬統治下繼續蓬勃發展。 羅馬人的文學或修辭學傾向的希臘文學的模式，所有類型的希臘文學除了由使用希臘語的母語人士繼續深耕之外，羅馬作家對於希臘文學的貢獻也是不遺餘力。 這一時期的顯著的文學特色就是「文學批評」作為一種主流的發展，特別是德米特里（Demetrius）和哈利卡納蘇斯的戴歐尼修斯。 新約聖經，由許多不同作者由不同的通用希臘語所撰寫，208年至209年最重要的作品是《福音書》和《保羅書信》。
歷史學家波利比烏斯出生於公元前200年左右。他於公元前168年被帶到羅馬作為人質。在羅馬，他成為了小西庇阿的朋友。在與迦太基的戰爭中，他可能陪同將軍前往西班牙和北非，並與小西庇阿在公元前146年目睹迦太基的滅亡。西西里的狄奧多羅斯是一位希臘歷史學家，他生活在公元前1世紀，大約是尤利烏斯·凱撒和奧古斯都時期之間。他有許多的歷史著作，其中以《歷史叢書》（Bibliotheca Historica）最為出名，共計40本書。其中的前五本，第十一至第二十本仍保存完整。前兩部涵蓋了早期希臘化時代的歷史。第三部即為講述為法國高盧凱撒戰爭的開始。哈利卡納蘇斯的戴歐尼修斯生活在公元前一世紀末期。他的羅馬歷史從羅馬的起源到第一次佈匿戰爭（公元前264年至公元前241年）是從羅馬人的觀點所撰寫的，但經過仔細研究。他還撰寫了許多其他論文，包括《模仿論》（On Imitation）、《Commentaries on the Ancient Orators》和《On the Arrangement of Words》。歷史學家阿庇安和阿里安都生活在公元二世紀。阿庇安寫了關於羅馬及其征戰四方的歷史，而阿里安則因其在亞歷山大大帝的軍隊中所做的工作而被人們記住。 阿里安在羅馬軍隊服役。 因此，他的著作主要集中在亞歷山大一生在軍事方面的歷史。阿里安還根據他的導師愛比克泰德的教誨寫了一篇哲學專書，即《Diatribai》。對於現代讀者而言，最著名的是已故希臘歷史學家普魯塔克，他在公元119年去世。自這部作品《希臘羅馬名人傳》首次出版以來，不知為多少世代的讀者所推崇。 他的另一部保存下來作品是《道德論叢》（Moralia），一系列關於道德，宗教，政治，物質和文學主題的論文集。

## 拜占庭文學
拜占庭文學是指拜占庭帝國，中世紀和早期當代希臘文學。拜占庭文學是在羅馬政治制度的共同基礎上將希臘和基督教文明結合。 這類型的文學是在近東的知識分子和多民族氛圍中所形成的。 拜占庭文學擁有四種主要的文化元素：希臘文，基督教文明，羅馬文明以及東方文明。除了個人的書信以外，這一時期的文學主要是以「雅典化」（或希臘化）風格寫成的。 在這之前的早期文學是用拉丁文寫成的，而有一些拉丁國家的作品都是用法語寫成的。
在這個時期出現了編年史的記載法。在此期間，百科全書也蓬勃發展。
從西元4世紀君士坦丁堡成為東羅馬帝國的首都時起，一路到西元15世紀君士坦丁堡被土耳其人攻下之時（東羅馬帝國滅亡），在這一千多年之間，希臘文化進程還在繼續進行，希臘語也成為這一帶居民的普通話。但是由於東羅馬帝國的官僚政治和基督教會對人民思想的束縳，希臘文學始終無法在健康的環境中成長。因此，這一時期雖然留下了大量著作，但沒有出現多少重要的詩人和散文家。東羅馬時代有不少歷史學家和神學家，也留下來不少著作，但大多沒有什麼文學價值，頂多只能當作史料引用。只有10世紀，一部名為《隋達》的文學資料彙編值得一提，然而其著作人不明，它包含3萬多個條目，提供了許多東羅馬時代和更早時代文學家的生平和著作，可以算是東羅馬時代的學者對希臘文學史所作的一個重要的貢獻。

## 现代希腊文学
現代希臘文學是用普通的現代希臘文寫成的。 在此期間，希臘語的現代白話形式在寫作中變得更加普遍。這一時期看到了希臘和羅馬研究的複興以及文藝復興時期人文主義和科學的發展。
克里特島文藝復興時期的詩歌《埃洛托克利托斯》（Erotokritos）是這一時期的傑出作品。 這是由科爾納羅斯（Vitsentzos Kornaros）（1553-1613）在1600年左右所寫的浪漫詩歌。敘述一對年輕人的愛情故事。
現代希臘文學受到「當代希臘啟蒙運動」（Diafotismos）的影響很大，這一啟蒙運動將歐洲啟蒙運動的思想帶入希臘世界。 阿扎曼蒂奧斯·科萊斯和里加斯·費雷奧斯是這場啟蒙運動的兩位傑出人物。
於1828年希臘獨立後，東部希臘教會的「法那裹奧特」文學開始在雅典萌芽,開啟了雅典的浪漫主義文學運動（即所謂的「雅語」文學）。這一派主要的詩人是蘇佐斯，他曾在巴黎求學，深受法國浪漫主義文學的影響。他以諷刺詩而出名。這一派最後一個重要詩人是帕拉斯科斯，他們都用雅語寫作，字句之間帶有比較強烈的民族主義傾向。在19世紀初，除了上述的雅典的浪漫主義派，在愛奧尼亞一帶還有另外一個流派正在逐漸發展（即所謂的「俗語」文學），這一派的代表詩人是索洛莫斯（Dionysios Solomos）。他曾在意大利學習,也用意大利文來進行創作。他用現代希臘文寫作的詩歌透露了愛國的熱情。在雅語文學與俗語文學的鬥爭中,他選擇了後者。除此之外，他還帶入了一些西歐詩歌形式，豐富了現代希臘詩的表達能力。在這一派詩人中，重要的詩人還有卡爾沃斯和亞里斯多德・瓦勞里蒂斯（Aristotelis Valaoritis），後者對新雅典派的大詩人科斯蒂斯・帕拉馬斯（Kostis Palamas）產生不小影響。
科斯蒂斯・帕拉馬斯感覺雅語文學的浪漫主義傾向過於守舊，又缺乏生氣，內容空洞，因此另闢蹊徑，開啟了「新雅典派」。他們要求保存一些古典傳統,但比較傾向俗語文學,面向現實生活。在帕拉馬斯之後，大家公認在新雅典派成就最大的詩人便是西凱里阿諾斯，他所寫的《勝利之歌》在第二次世界大戰期間曾秘密在敵人佔領下傳播。差不多與他同時的康斯坦丁諾斯・卡瓦菲斯（Constantine Peter Cavafy），是少數沒有受帕拉馬斯影響的重要詩人。卡瓦菲斯出生在亞歷山大城，他所用的語言既不是雅語文學，又與新雅典派的語言不同，可以說是自成一格。在他的詩中，他將「歷史回憶」和「個人經歷」交織在一起，文學風格有逐漸走向現代性的傾向。當時反對雅典浪漫主義派的詩人還有德羅西尼斯，他不屬於帕拉馬斯的新雅典派，他也站在俗語文學這一邊，從民間文學中吸取文學的營養。在第一次世界大戰之後，出現的重要希臘詩人有悲觀主義者科斯塔斯·卡里奧塔基斯，獲得諾貝爾文學獎的象徵派詩人塞菲里斯，長篇史詩《奧德賽：現代續篇》的作者尼可斯·卡山札基以及1979年獲得諾貝爾文學獎的超現實派詩人奧德修斯·埃里蒂斯等。當代希臘詩歌主要是抒情詩,但拉斯卡拉托斯和蘇里斯的諷刺詩也值得一提。